# Береснева, Радмила Сергеевна
Радмила Сергеевна Береснева (род. 6 июня 1983, Алма-Ата) — казахстанская волейболистка, доигровщица.

## Карьера
Радмила Береснева начинала заниматься волейболом в Алма-Ате. Первый тренер — Анатолий Иванович Утьев. В детстве помимо волейбола также занималась плаванием и гандболом. В 2002—2004 годах выступала за клуб «Астана-Канаты». В 2004—2005 годах выступала в пляжном волейболе в паре со Светланой Савченко, была чемпионкой Казахстана. Сезон 2005/06 провела в Испании в клубе «Кордоба». В 2006—2008 годах выступала в чемпионате Азербайджана за «Рабиту». Сезон 2008/09 планировала провести с болгарским «Левски», однако выступала в составе «Минчанки», с которой выиграла серебряные медали чемпионата Беларуси.
В 2009 году вернулась на родину, где стала неоднократным призёром чемпионата страны. В сезоне 2009/10 стала серебряным призёром в составе «Иртыш-Казхром», бронзовым в сезоне 2010/11 в составе ВК «Караганда», и золотым в сезоне 2011/12 в составе «Жетысу». С 2013 вновь выступает за «Иртыш-Казхром», с которым стала трижды серебряным и один раз бронзовым призёром чемпионата.
В октябре 2017 года перешла в клуб Алтай из Усть-Каменогорска.
С 2011 года выступает за сборную Казахстана. Была участницей Чемпионата Мира 2014 в Италии. В составе сборной стала бронзовым (2014) и серебряным (2016) призёром Кубка Азии. В 2016 году была капитаном сборной в отборочном турнире на Олимпиаду в Рио-де-Женейро и на Кубке Азии 2016.

## Достижения
Клубные
- Победительница чемпионата Казахстана: 2011/12
- Серебряный призёр чемпионата Казахстана (4): 2009/2010, 2013/14, 2014/15, 2016/17
- Бронзовый призёр чемпионата Казахстана (2): 2010/11, 2015/16
- Серебряный призёр чемпионата Беларуси: 2008/09

Со сборной Казахстана
- Бронзовый призёр Кубка Азии: 2014
- Серебряный призёр Кубка Азии: 2016

Личные
- В сезоне 2016/17 была признана лучшим нападающим чемпионата Казахстана вместе с кубинкой Юнеской Роблес Батиста[6].
- Лучшая подающая на Кубке Бориса Ельцина (2017)[7].